# Epigonus waltersensis
Epigonus waltersensis és una espècie de peix pertanyent a la família dels epigònids.

## Descripció
- Pot arribar a fer 12,9 cm de llargària màxima.
- 7 espines i 9 radis tous a l'aleta dorsal.
- Flancs i abdomen platejats.
- Opercle amb espina.[5][6][7]

## Hàbitat
És un peix marí, mesobentònic-pelàgic i batidemersal que viu entre 740-760 m de fondària i, principalment, sobre el fons marí.

## Distribució geogràfica
Es troba a l'Índic occidental.

## Observacions
És inofensiu per als humans.